# 日本ドライ
株式会社日本ドライ（にほんドライ）は、1952年8月に設立された、衛生用品のレンタル・販売、福祉用具のレンタル・販売、清掃業務全般のサービスを行っている企業。

## 概要
1952年に、一般クリーニング業の下請けから始まった。その後、衛生用品のレンタル・販売のリースキン事業部、福祉用具のレンタル・販売等のシルバー事業部、清掃業務全般のハウスケア事業部を展開している。

## 沿革
- 1952年（昭和27年）8月 - 現・町屋工場において、一般クリーニング業の下請「日本ドライクリーニング株式会社」を創業
- 1964年（昭和39年）4月 - 一般のクリーニング業務開始
- 1965年（昭和40年）4月 - クリーニング関連会社、「株式会社日本マミー」を設立
- 1968年（昭和43年）8月 - リースキン東京地方本部を開設（現・葛飾工場）
- 1970年（昭和45年）4月 - リースキン茨城地方本部を開設
- 1985年（昭和60年）3月 - 「日本ドライクリーニング株式会社」から「株式会社日本ドライ」に社名変更
- 1992年（平成4年）4月 - 清掃・環境事業を開始
- 1999年（平成11年）1月 - 「株式会社東京リースキン」を吸収合併し、リースキン事業部 東京営業所・千葉営業所を開設
- 2002年（平成14年）2月 - シルバー事業部 介護用品のスマイル水戸営業所を開設
- 2003年（平成15年）6月 - 「茨城リースキン株式会社」を吸収合併し、リースキン事業部 茨城支店を開設
- 2005年（平成17年）6月 - シルバー事業部 介護用品のスマイル土浦営業所を開設
- 2006年（平成18年）5月 - 本社ビルを現在地に移転
- 2011年（平成23年）
  - 1月 - ハウスケア事業部を開設、シルバー事業部 介護用品のスマイル柏営業所を開設
  - 3月 - 東京都内のリースキン3営業所を統合し、リースキン事業部 東京支店を開設
  - 7月 - シルバー事業部 介護用品のスマイル柏営業所内に、居宅介護支援 エール・ケアを開設
  - 8月 - リースキン事業部・シルバー事業部 日立営業所を開設
- 2013年（平成25年）12月 - クリーニング業務から撤退
- 2014年（平成26年）8月 - シルバー事業部 介護用品のスマイル・居宅介護支援 エール・ケア 荒川営業所を開設
- 2015年（平成27年）
  - 1月 - ライフサポート事業を開始
  - 9月 - シルバー事業部 柏営業所内、居宅介護支援 エール・ケアが、シルバー事業部 柏南営業所へ移設
- 2022年（令和4年）8月 - 創立70周年を迎える

## 事業内容
- リースキン事業部 - マット・モップ、芳香剤やサニタリーグッズ、空気清浄機や浄水器のレンタル・販売など
- シルバー事業部 - 福祉用具のレンタル・販売、住宅改修、居宅介護支援サービス、AED（自動体外式除細動器）のレンタル・販売、家事代行など
- ハウスケア事業部 - 医療施設やマンションなどの清掃業務全般、ハウスクリーニング、害虫防除など